# Campeonato Mundial de Ciclismo em Pista de 1997
O XCIV Campeonato Mundial de Ciclismo em Pista celebrou-se em Perth (Austrália) entre 27 e 30 de agosto de 1997 baixo a organização da União Ciclista Internacional (UCI) e a Organização Australiana de Ciclismo.
As competições realizaram-se no velódromo Speed Dome da cidade australiana. Ao todo disputaram-se 12 provas, 8 masculinas e 4 femininas.

## Medalhistas

### Masculino
| Evento                  | Ouro | Prata                                                                                     | Bronze                                                                           |
| ----------------------- | --- | ----------------------------------------------------------------------------------------- | -------------------------------------------------------------------------------- |
| Velocidade individual   | Florian Rousseau · França                                                                                  | Jens Fiedler · Alemanha                                                                   | Darryn Hill · Austrália                                                          |
| Velocidade por equipas  | França · Vincent Le Quellec · Florian Rousseau · Arnaud Tournant · 44,926                                  | Alemanha · Sören Lausberg · Jan van Eijden · Eyk Pokorny · 46,257                         | Austrália · Danny Day · Shane Kelly · Sean Eadie · 46,268                        |
| Perseguição individual  | Philippe Ermenault · França · 4:23,058                                                                     | Alexei Markov · Rússia · 4:27,350                                                         | Andrea Collinelli · Itália · 4:27,511                                            |
| Perseguição por equipas | Itália · Andrea Collinelli · Adler Capelli · Cristiano Citton · Mario Benetton · Mauro Trentini · 4:10,225 | Ucrânia · Olexandr Fedenko · Olexandr Symonenko · Serhi Matveyev · Olexandr Klymenko · NF | França · Philippe Ermenault · Jérôme Neuville · Carlos Da Cruz · Franck Perque · |
| 1 km contrarrelógio     | Shane Kelly · Austrália · 1:03,156                                                                         | Sören Lausberg · Alemanha · 1:03,397                                                      | Stefan Nimke · Alemanha · 1:03,470                                               |
| Carreira por pontos     | Silvio Martinello · Itália · 37 pts.                                                                       | Bruno Risi · Suíça · 16 pts.                                                              | Joan Llaneras Roselló · Espanha · 15 pts.                                        |
| Keirin                  | Frédéric Magné · França                                                                                    | Jean-Pierre van Zyl · África do Sul                                                       | Marty Nothstein · Estados Unidos                                                 |
| Madison                 | Miquel Alzamora Risse · Joan Llaneras Roselló · Espanha · 21 pts.                                          | Silvio Martinello · Marco Villa · Itália · 30 (-1) pts.                                   | Gabriel Curuchet · Juan Esteban Curuchet · Argentina · 28 (-1) pts.              |

### Feminino
| Evento                 | Ouro                                | Prata                                     | Bronze                                    |
| ---------------------- | ----------------------------------- | ----------------------------------------- | ----------------------------------------- |
| Velocidade individual  | Félicia Ballanger · França          | Michelle Ferris · Austrália               | Oxana Grishina · Rússia                   |
| Perseguição individual | Judith Arndt · Alemanha · 3:38,730  | Natalia Karimova · Rússia · 3:40,090      | Yvonne McGregor · Reino Unido ·           |
| 500 m contrarrelógio   | Félicia Ballanger · França · 34,681 | Michelle Ferris · Austrália · 35,719      | Magali Faure-Humbert · França · 35,898    |
| Carreira por pontos    | Natalia Karimova · Rússia · 29 pts. | Teodora Ruano Sanchón · Espanha · 19 pts. | Belem Guerreiro Méndez · México · 11 pts. |

## Medalheiro
| Ordem | País           | Medalha de ouro | Medalha de prata | Medalha de bronze | Total |
| ----- | -------------- | --------------- | ---------------- | ----------------- | ----- |
| 1     | França         | 6               | 0                | 2                 | 8     |
| 2     | Itália         | 2               | 1                | 1                 | 4     |
| 3     | Alemanha       | 1               | 3                | 1                 | 5     |
| 4     | Austrália      | 1               | 2                | 2                 | 5     |
| 5     | Rússia         | 1               | 2                | 1                 | 4     |
| 6     | Espanha        | 1               | 1                | 1                 | 3     |
| 7     | África do Sul  | 0               | 1                | 0                 | 1     |
| 7     | Suíça          | 0               | 1                | 0                 | 1     |
| 7     | Ucrânia        | 0               | 1                | 0                 | 1     |
| 10    | Argentina      | 0               | 0                | 1                 | 1     |
| 10    | Estados Unidos | 0               | 0                | 1                 | 1     |
| 10    | México         | 0               | 0                | 1                 | 1     |
| 10    | Reino Unido    | 0               | 0                | 1                 | 1     |
|       | TOTAL          | 12              | 12               | 12                | 36    |